# Elisabeth Plessen

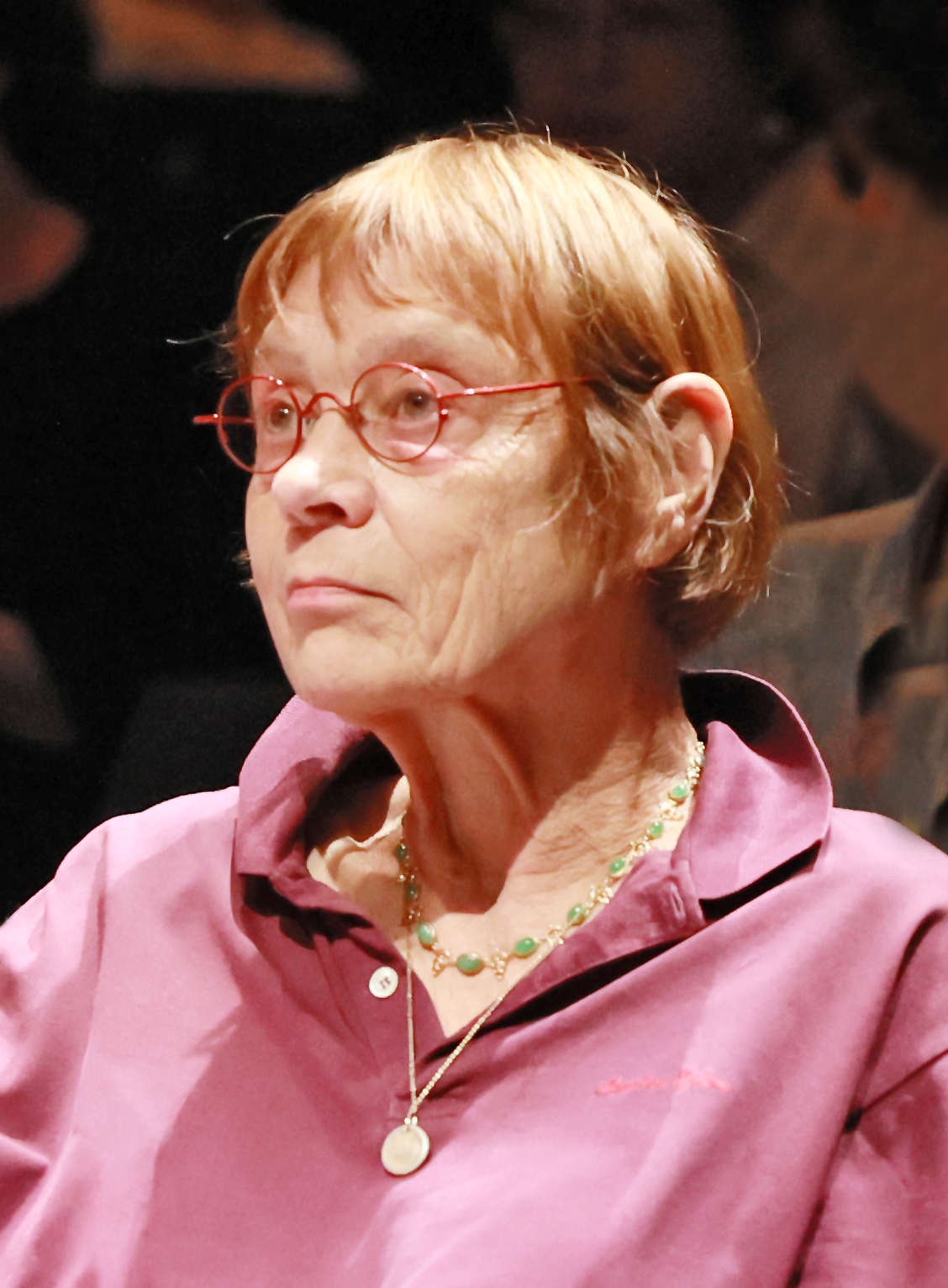
Elisabeth Plessen

Elisabeth Charlotte Auguste Marguerite Gräfin von Plessen (* 15. März 1944 in Neustadt in Holstein) ist eine deutsche Schriftstellerin und literarische Übersetzerin.

## Leben und Werk
Elisabeth Plessen entstammt der dänisch-holsteinischen Linie Scheel von Plessen des Adelsgeschlechts derer von Plessen. Ihre Eltern waren der Major der Reserve und Gutsbesitzer zu Sierhagen und Mühlenkamp Carl Ludwig Cay, Lehensgraf von Scheel-Plessen, und seine Ehefrau Anita, geb. von Scheven. Marie-Louise von Plessen ist eine ihrer drei jüngeren Schwestern; der holsteinische Politiker Carl von Scheel-Plessen war ihr Ururgroßvater. Sie wuchs auf dem elterlichen Gut Sierhagen auf und besuchte die Schule in Plön, später ein Mädcheninternat bei Heidelberg, die Elisabeth-von-Thadden-Schule in Wieblingen. Plessens Internatszeit ist das Thema ihres 2004 erschienenen autofiktionalen Romans Das Kavalierhaus, in dem sich über ihre eigenen bitteren Erfahrungen hinaus auch die bleierne Zeit der 1950er Jahre in Westdeutschland und die allgemeine Verweigerung widerspiegelt, sich mit der jüngsten deutschen Geschichte auseinanderzusetzen.
Nach dem Abitur studierte sie Philosophie, Geschichte und Germanistik in Paris und Berlin. 1970 wurde sie an der Technischen Universität Berlin mit einer literaturwissenschaftlichen Arbeit bei Walter Höllerer promoviert. Danach unternahm sie Reisen in die Karibik, nach Südamerika und in die Sowjetunion.
Nachdem sie gemeinsam mit Ernst Schnabel einige Werke Hemingways übersetzt hatte, wurde sie 1974 durch die Herausgabe der Erinnerungen Katia Manns, Meine ungeschriebenen Memoiren, bekannt. Ihr Romandebüt Mitteilung an den Adel im Jahr 1976, eine Abrechnung mit dem konservativen Adel der Bundesrepublik, war sowohl bei Literaturkritikern als auch bei den Lesern ein großer Erfolg und wurde ihr bisher bekanntestes Buch. Seit 1980 war Plessen mit dem Regisseur Peter Zadek liiert; auf seine Anregung hin hat sich das Schwergewicht ihrer literarischen Arbeit auf das Übersetzen und Bearbeiten klassischer Bühnentexte verlagert, die Grundlage für eine Reihe bedeutender Inszenierungen bildeten. Ihr Lebensgefährte Peter Zadek verstarb am 30. Juli 2009 in Hamburg.
Die Autorin lebt heute abwechselnd in der Toskana und in Berlin.
Elisabeth Plessen ist Mitglied im PEN-Zentrum Deutschland und im P.E.N.-Club Liechtenstein. 1976 erhielt sie den Deutschen Kritikerpreis, 1988 den Droste-Preis der Stadt Meersburg. 2012 war sie Aufenthaltsstipendiatin in der Casa Baldi.

### Werke

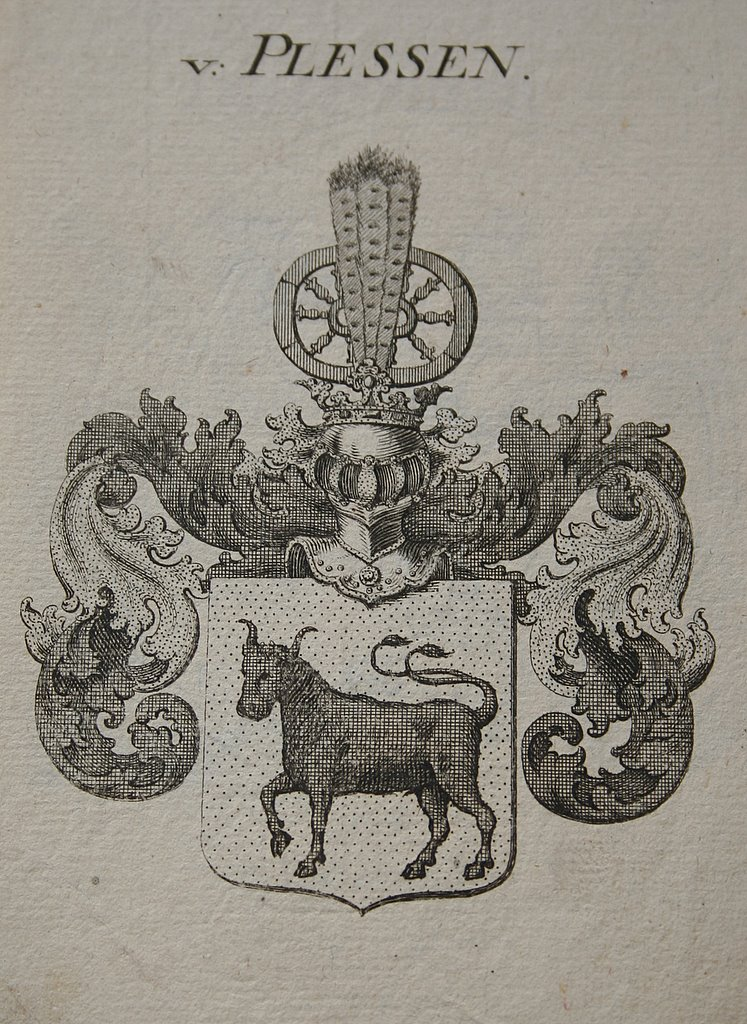
Historisches Wappen des Familienzweiges

- Fakten und Erfindungen, Zeitgenössische Epik im Grenzgebiet von fiction und nonfiction. Berlin 1970 (Zugleich Dissertation an der  TU Berlin, Philosophische Fakultät 1970), Hanser; München 1971, ISBN 3-446-11509-9 / ISBN 3-446-11508-0; als Ullstein-TB 35101 – Ullstein-Materialien. Frankfurt am Main/Berlin/Wien 1981, ISBN 3-548-35101-8.
- Mitteilung an den Adel. Roman. Benziger, Zürich/Köln 1976, ISBN 3-545-36269-8.
- Kohlhaas. Roman. Benziger, Zürich/Köln 1979, ISBN 3-545-36287-6.
- Über die Schwierigkeiten, einen historischen Roman zu schreiben. Benziger, Einsiedeln/Köln 1979 (Weihnachtsgabe).
- Zu machen, daß ein gebraten Huhn aus der Schüssel laufe. Benziger, Zürich/Köln 1981, ISBN 3-545-36344-9.
- Stella Polare. S. Fischer, Frankfurt am Main 1984, ISBN 3-10-061703-7.
- Lady Spaghetti. Erzählungen. S. Fischer, Frankfurt am Main 1992, ISBN 3-10-061704-5.
- Der Knick. Nagel & Kimche, Zürich 1997, ISBN 3-31200-233-8.
- Lina. Merlin, Gifkendorf 2004, ISBN 978-3-87536-241-1.
- Das Kavalierhaus. Roman. Kiepenheuer & Witsch, Köln 2004, ISBN 978-3-462-03425-7.
- Ich sah uns dort in der Ferne gehen. Roman. Radius, Stuttgart 2008, ISBN 978-3-87173-107-5.
- Ida. Roman. Berlin Verlag, Berlin 2010, ISBN 978-3-8270-0941-8.
- An den fernen Geliebten. Gedichte. Berlin Verlag, Berlin 2014, ISBN 978-3-8270-1115-2.
- Das Zuhause der Erinnerungen. Gedichte. Radius-Verlag, Stuttgart 2019, ISBN 978-3-87173-054-2.
- Die Unerwünschte. Roman. Berlin-Verlag, Berlin 2019, ISBN 978-3-8270-1395-8.
- Die Frau in den Bäumen. Roman. Berlin-Verlag, Berlin 2023, ISBN 978-3-8270-1479-5.

Übersetzungen

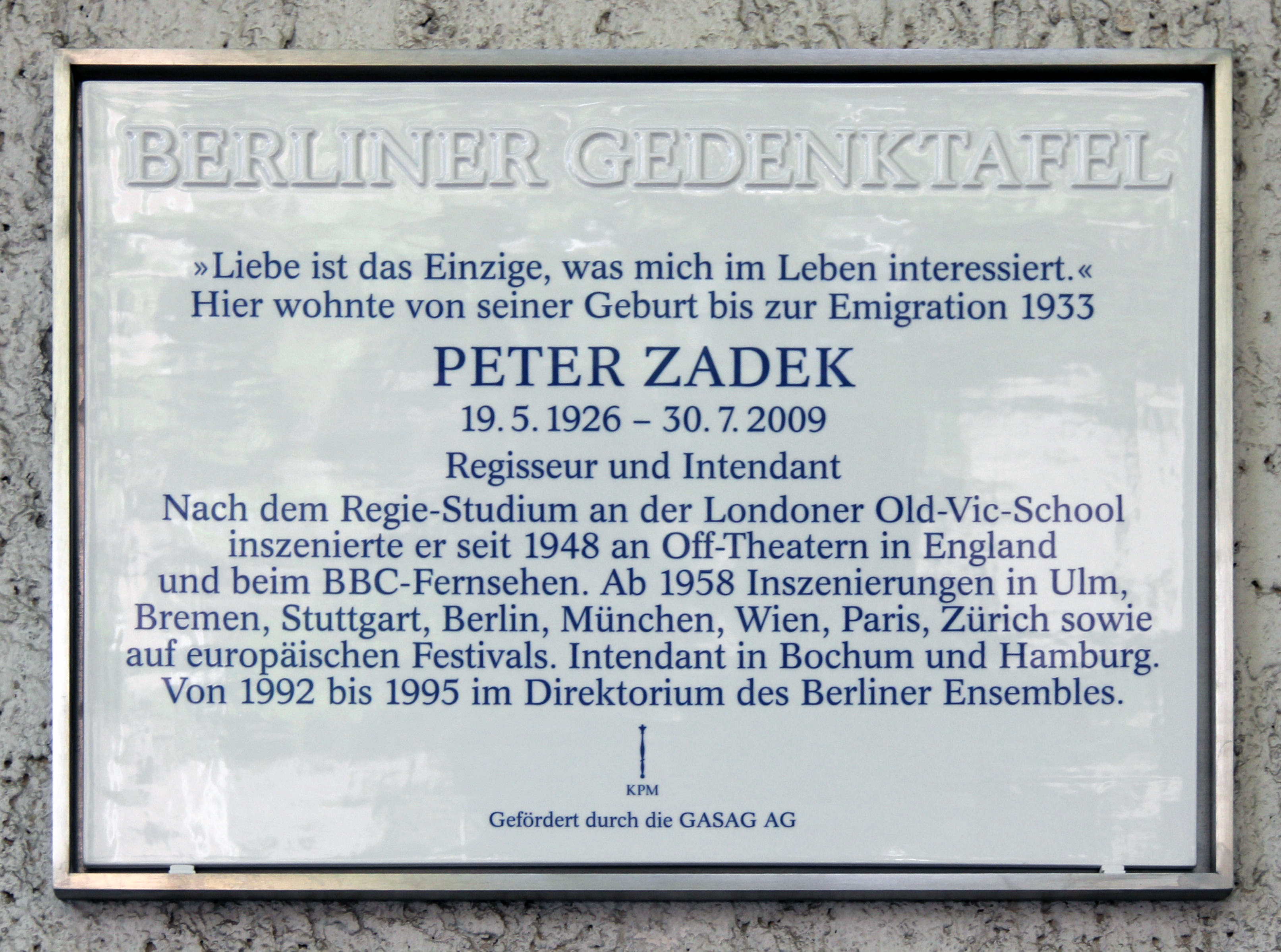
Gedenktafel an Elisabeth Plessens langjährigen Lebensgefährten und schöpferischen Wegbegleiter Peter Zadek

- Ernest Hemingway: Die fünfte Kolonne. Reinbek bei Hamburg 1969 (zusammen mit Ernst Schnabel)
- Ernest Hemingway: 49 Depeschen. Reinbek 1969 (zusammen mit Ernst Schnabel)
- Ernest Hemingway: Inseln im Strom. Reinbek 1971 (zusammen mit Ernst Schnabel)
- Marguerite Duras: Savannah Bay. Frankfurt am Main 1983
- John Webster: Die Herzogin von Malfi. Reinbek 1985, Erstaufführung am 10. Oktober 1985 im Deutschen Schauspielhaus, Hamburg, Regie: Peter Zadek
- William Shakespeare: Wie es euch gefällt. Reinbek 1986, Erstaufführung am 9. Dezember 1986 im Deutschen Schauspielhaus, Hamburg, Regie: Peter Zadek
- William Shakespeare: Julius Caesar. Reinbek 1986, Erstaufführung am 7. Juni 1986 im Deutschen Schauspielhaus Hamburg, Regie: Michael Bogdanov
- William Shakespeare: Der Kaufmann von Venedig. Reinbek 1988, Erstaufführung am 10. Dezember 1988 im Burgtheater Wien, Regie: Peter Zadek
- Anton Pawlowitsch Tschechow: Ivanov. Reinbek 1990, Erstaufführung am 8. Juni 1990 im Akademietheater Wien, Regie: Peter Zadek
- Henrik Ibsen: Wenn wir Toten erwachen. Erstaufführung 13. Dezember 1991 in den Münchner Kammerspielen, Regie: Peter Zadek
- William Shakespeare: Antonius und Cleopatra. Erstaufführung am 7. Mai 1994 bei den Wiener Festwochen in Koproduktion mit dem Berliner Ensemble, Regie: Peter Zadek
- William Shakespeare: Richard III. Erstaufführung am 10. Mai 1994 bei den Wiener Festwochen in Koproduktion mit den Münchner Kammerspielen, Regie: Peter Zadek
- Harold Pinter: Mondlicht. Deutschsprachige Erstaufführung am 20. April 1995 im Thalia Theater, Hamburg in Koproduktion mit dem Berliner Ensemble, Regie: Peter Zadek
- Anton Pawlowitsch Tschechow: Der Kirschgarten. Reinbek 1996, Erstaufführung am 16. Februar 1996 im Akademietheater Wien, Regie: Peter Zadek
- Sarah Kane: Gesäubert. Deutschsprachige Erstaufführung am 12. Dezember 1998 in den Hamburger Kammerspielen, Regie: Peter Zadek
- William Shakespeare: Hamlet. Reinbek 1999
- William Shakespeare: Hamlet. Erstaufführung am 21. Mai 1999 bei den Wiener Festwochen in Koproduktion mit der Schaubühne am Lehniner Platz, Berlin, dem Théâtre national de Strasbourg, den Zürcher Festspielen und dem Festival Theaterformen/Expo 2000, Hannover, Regie: Peter Zadek
- Henrik Ibsen: Rosmersholm. Reinbek 2000, Erstaufführung am 2. Dezember 2000 im Akademietheater Wien, Regie Peter Zadek
- Tennessee Williams: Die Nacht des Leguan. Wien 2002
- August Strindberg: Der Totentanz. Erstaufführung am 1. Juni 2005 im Akademietheater Wien in Koproduktion mit den Wiener Festwochen, Regie: Peter Zadek
- Luigi Pirandello: Nackt. Erstaufführung am 4. April 2008 im St.-Pauli-Theater, Hamburg, Regie: Peter Zadek
- William Shakespeare: Was ihr wollt. Reinbek 2008
- William Shakespeare: Was ihr wollt. Erstaufführung am 22. Dezember 2010 am Burgtheater Wien, Regie: Matthias Hartmann

### Herausgeberschaft
- Katia Mann: Meine ungeschriebenen Memoiren, hrsg. v. Elisabeth Plessen und Michael Mann. S. Fischer, Frankfurt am Main 1974, ISBN 3-10-046701-9; Fischer-TB 14673, Frankfurt am Main 2000, ISBN 3-596-14673-9.
- Auf ein Neues. Vor und zurück in Beziehungen. Rowohlt-TB rororo 12156, Reinbek bei Hamburg 1987, ISBN 3-499-12156-5.
- Peter Zadek: Menschen Löwen Adler Rebhühner, hrsg. von Elisabeth Plessen und Annette Klein. Kiepenheuer & Witsch, Köln 2003, ISBN 3-462-03248-8.
- Peter Zadek: Die Wanderjahre 1980–2009, hrsg. von Elisabeth Plessen. Kiepenheuer & Witsch, Köln 2009, ISBN 978-3-462-04201-6.
- Peter Zadek und seine Bühnenbilder: Wilfried Minks, Götz Loepelmann, Daniel Spoerri, Peter Pabst, Horst Sagert, Johannes Grützke, Rouben Ter-Arutunian, Karl Kneidl, André Diot, hrsg. Elisabeth Plessen. Neue Ausgabe im Auftrag der Akademie der Künste. Berlin 2011, ISBN 978-3-88331-191-3.